# 2016年立陶宛議會選舉
2016年立陶宛議會選舉定於2016年10月9日舉行，若沒有黨派能在第一次選舉取得過半議席，則會在10月23日舉行第二輪選舉。選舉選出立陶宛议会全部141位議員：71席以單議席選區多數票選出；另外70席則採用比例代表制在全國單一選區選出。
選前立陶宛社會民主黨在2012年議會選舉中成為第一大黨，當時和劳动党及秩序和正義組成聯合政府。